# Куремаа (озеро)
Куремаа (ест. Kuremaa järv) — озеро на сході Естонії, у волості  Паламузе повіту Йиґевамаа. Площа озера становить 397 га. За площею посідає 11 місце серед озер Естонії і 2 місце серед озер повіту Йиґевамаа (після Саад'ярв). Озеро є витоком річки Амме, притоки Емайигі.
На північному березі озера розташоване селище Куремаа, неподалік від озера — кілька хуторів. У 2 км на південь від озера розташоване селище Паламузе.
Озеро розташоване на друмліному полі. У центральній частині озера у 1980-х роках була закладена рекогностувальна свердловина глибиною 20,4 м (з них 12,7 м води), яка пройшла 5,6 м сапропелів, що місцями мали стрічкоподібну шаруватість, і близько 1,4 м пізньольодовикових озерних алевритних пелітів, 0,3 м стрічкових глин і 0,4 м льодовикових відкладень (донної морени).
Для риболовлі на Куремаа треба придбавати спеціальну риболовну карту; гроші, зібрані з продажу цих карт, ідуть на зарибнення озера вугрем.
На березі озера встановлено меморіальний камень на честь Оскара Лутса.